# Jacksonburg
Jacksonburg és una població dels Estats Units a l'estat d'Ohio. Segons el cens del 2000 tenia 67 habitants, 22 habitatges, i 17 famílies. La densitat de població era de 1.293,4 habitants/km².

## Poblacions més properes
El següent diagrama mostra les poblacions més properes.